# Cembalea heteropogon
Cembalea heteropogon là một loài nhện trong họ Salticidae.
Loài này thuộc chi Cembalea. Cembalea heteropogon được Eugène Simon miêu tả năm 1910.